# 豊津村 (福岡県)
豊津村（とよつむら）は、福岡県京都郡にあった村。現在の京都郡みやこ町の一部にあたる。

## 地理
今川と祓川の流域に位置していた。

## 歴史

### 沿革
- 1889年（明治22年）4月1日 - 仲津郡豊津町、国分村、彦徳村が合併して村制施行し、豊津村が設立[1][2]。役場を大字豊津字錦町に設置[1]。
- 1896年（明治29年）4月1日 - 郡の統合により京都郡に所属[1][3]。
- 1913年（大正2年）- 電灯点灯[1]
- 1927年（昭和2年）- 電話開通[1]
- 1943年（昭和18年）4月1日 - 京都郡節丸村と合併し豊津村が存続[1]。
- 1951年（昭和24年） - 役場を大字豊津字巣鳥に移転[1]。
- 1955年（昭和30年）3月1日 – 京都郡祓郷村の一部（大字呰見・下原・綾野・田中・有久・国作・惣社・徳政・徳永（一部））と合併して町制施行し豊津町を新設して廃止された[1][2]。

## 産業
- 養蚕、果樹、牧畜などの農業[1]。

## 交通

### 鉄道
- 1895年（明治28年）- 豊州鉄道 （現平成筑豊鉄道田川線）開通。隣村今川村に豊津駅開設[1]。

### 路線バス
- 1926年（大正15年）- 帆柱～行橋間運行開始[1]

## 教育
- 1912年（明治45年）- 豊津実業女学校（現福岡県立育徳館中学校・高等学校）開校[1]
- 1947年（昭和22年）- 祓郷村との組合立で国分中学校を開校[1]。